# Les lâches vivent d'espoir
Pour plus de détails, voir Fiche technique et Distribution.
Les lâches vivent d'espoir est un film français réalisé par Claude Bernard-Aubert et sorti en 1961.

## Synopsis
Deux étudiants qui se sont rencontrés au Quartier Latin, Françoise et Daniel - elle est blanche, il est noir -, voient leur couple confronté aux préjugés racistes.

## Fiche technique
- Titre : Les lâches vivent d'espoir
- Réalisateur : Claude Bernard-Aubert
- Scénario et dialogues : Claude Bernard-Aubert et Jean Rousselot
- Photographie : Jean Collomb
- Musique : Michel Magne
- Son : André Louis
- Montage : Claude Bernard-Aubert
- Décors : Jacques d'Ovidio
- Production : Athos Films - Groupement des Éditeurs de Films (Paris) - Générale Française du Film (Paris) - Lodice Films (Paris)
- Pays :  France
- Durée : 90 minutes
- Date de sortie : France - 1er mars 1961

## Distribution
- Françoise Giret : Françoise
- Gordon Heath : Daniel
- Viviane Méry : la mère
- Fred Carault : le père
- Claude Berri : le barbouilleur
- Mag Avril : la concierge
- Jacques Champreux : le peintre
- Arlette Didier : l'amie du peintre
- Philippe Prince : le sursitaire
- Aram Stephan : le professeur
- Hervé Watine : le guitariste